# 6-Stunden-Rennen von São Paulo 2013

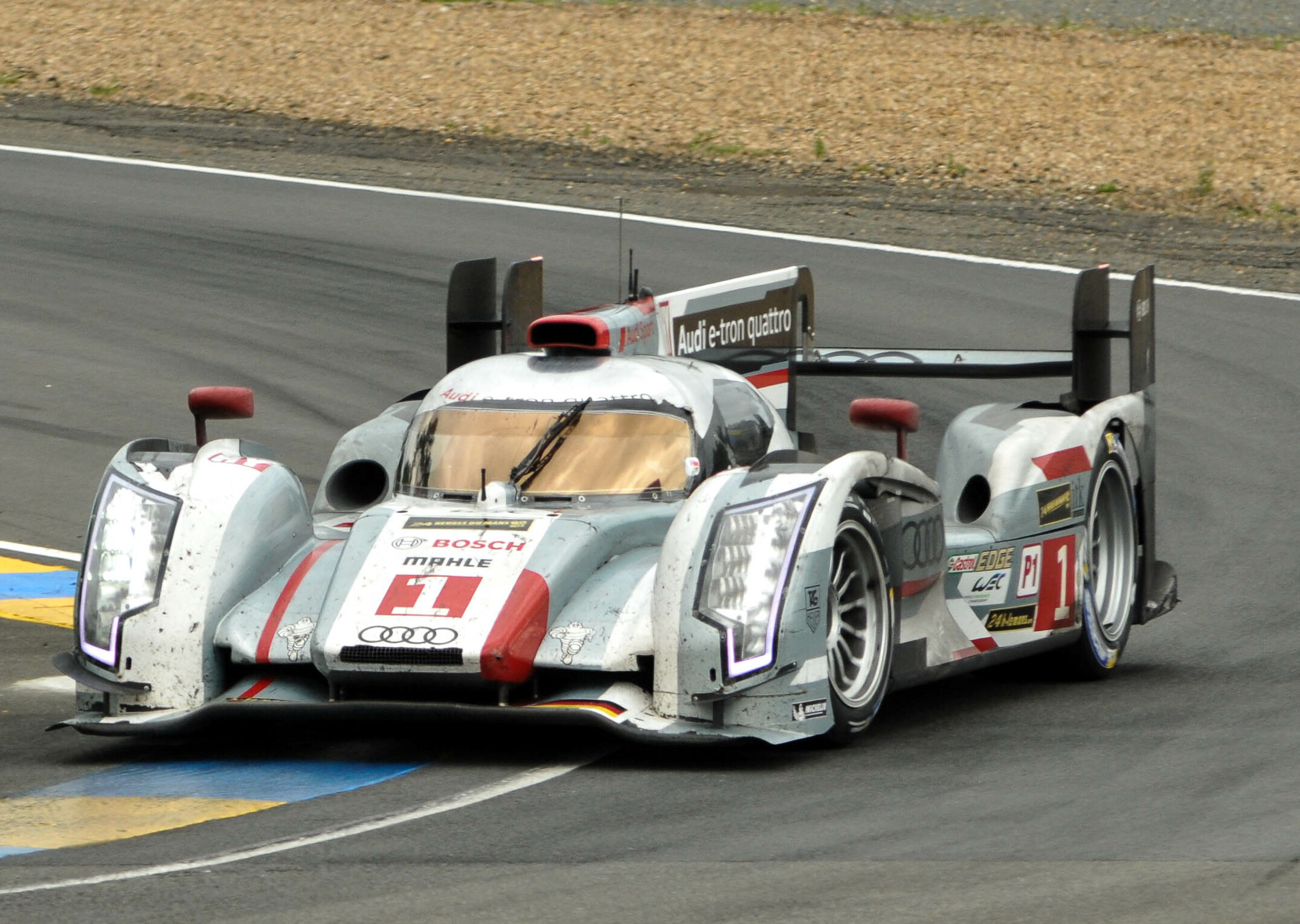
Audi R18 e-tron quattro mit der Startnummer 1; Siegerwagen von André Lotterer, Marcel Fässler und Benoît Tréluyer

Das 6-Stunden-Rennen von São Paulo 2013, auch WEC 6 Hours of São Paulo 2013, fand am 1. September auf dem Autódromo José Carlos Pace statt und war der vierte Wertungslauf der FIA-Langstrecken-Weltmeisterschaft dieses Jahres.

## Das Rennen
Der vierte Saisonlauf endete mit dem vierten Gesamtsieg des Audi Sport Team Joest, herausgefahren von André Lotterer, Marcel Fässler und Benoît Tréluyer im Audi R18 e-tron quattro. Toyota Racing meldete nur einen Toyota TS030 Hybrid, der gesteuert von Anthony Davidson, Stéphane Sarrazin und Sébastien Buemi, in der Anfangsphase des Rennens nach einem Unfall ausfiel. 

## Ergebnisse

### Schlussklassement
| Pos.        | Klasse    | Nr. | Team                    | Fahrer                                             | Fahrzeug                  | Runden |
| ----------- | --------- | --- | ----------------------- | -------------------------------------------------- | ------------------------- | ------ |
| 1           | LMP1      | 1   | Audi Sport Team Joest   | André Lotterer Marcel Fässler Benoît Tréluyer      | Audi R18 e-tron quattro   | 235    |
| 2           | LMP1      | 2   | Audi Sport Team Joest   | Loïc Duval Tom Kristensen Allan McNish             | Audi R18 e-tron quattro   | 232    |
| 3           | LMP1      | 12  | Rebellion Racing        | Nicolas Prost Neel Jani Nick Heidfeld              | Lola B12/60               | 230    |
| 4           | LMP2      | 26  | G-Drive Racing          | Roman Russinow John Martin Mike Conway             | Oreca 03                  | 222    |
| 5           | LMP2      | 35  | OAK Racing              | Bertrand Baguette Martin Plowman Ricardo González  | Morgan LMP2               | 221    |
| 6           | LMP2      | 49  | Pecom Racing            | Luís Pérez Companc Pierre Kaffer Nicolas Minassian | Oreca 03                  | 221    |
| 7           | LMP2      | 41  | Greaves Motorsport      | Christian Zugel Gunnar Jeannette Björn Wirdheim    | Zytek Z11SN               | 217    |
| 8           | LMP2      | 45  | OAK Racing              | Jacques Nicolet Jean-Marc Merlin Keiko Ihara       | Morgan LMP2               | 214    |
| 9           | LMGTE-Pro | 51  | AF Corse                | Gianmaria Bruni Giancarlo Fisichella               | Ferrari 458 Italia GT2    | 212    |
| 10          | LMGTE-Pro | 97  | Aston Martin Racing     | Darren Turner Stefan Mücke                         | Aston Martin Vantage GTE  | 212    |
| 11          | LMP2      | 24  | OAK Racing              | Olivier Pla Alex Brundle David Heinemeier Hansson  | Morgan LMP2               | 212    |
| 12          | LMGTE-Pro | 91  | Porsche AG Team Manthey | Jörg Bergmeister Patrick Pilet                     | Porsche 911 RSR           | 210    |
| 13          | LMGTE-Pro | 92  | Porsche AG Team Manthey | Marc Lieb Richard Lietz                            | Porsche 911 RSR           | 209    |
| 14          | LMGTE-Am  | 96  | Aston Martin Racing     | Jamie Campbell-Walter Stuart Hall                  | Aston Martin Vantage GTE  | 208    |
| 15          | LMGTE-Am  | 81  | 8 Stars Motorsports     | Vicente Potolicchio Rui Águas Davide Rigon         | Ferrari 458 Italia GT2    | 208    |
| 16          | LMGTE-Am  | 88  | Proton Competition      | Christian Ried Gianluca Roda Paolo Ruberti         | Porsche 997 GT3-RSR       | 207    |
| 17          | LMGTE-Am  | 76  | IMSA Performance Matmut | Raymond Narac Jean Karl Vernay Christophe Bourret  | Porsche 997 GT3-RSR       | 207    |
| 18          | LMGTE-Am  | 57  | Krohn Racing            | Tracy Krohn Niclas Jönsson Maurizio Mediani        | Ferrari 458 Italia GT2    | 203    |
| 19          | LMGTE-Am  | 50  | Larbre Compétition      | Patrick Bornhauser Julien Canal Fernando Rees      | Chevrolet Corvette C6-ZR1 | 194    |
| 20          | LMGTE-Pro | 98  | Aston Martin Racing     | Pedro Lamy Paul Dalla Lana Richie Stanaway         | Aston Martin Vantage GTE  | 186    |
| Ausgefallen |           |     |                         |                                                    |                           |        |
| 21          | LMGTE-Am  | 95  | Aston Martin Racing     | Kristian Poulsen Christoffer Nygaard Nicki Thiim   | Aston Martin Vantage GTE  | 162    |
| 22          | LMGTE-Am  | 61  | AF Corse                | Jack Gerber Matt Griffin Marco Cioci               | Ferrari 458 Italia GT2    | 74     |
| 23          | LMGTE-Pro | 99  | Aston Martin Racing     | Bruno Senna Rob Bell                               | Aston Martin Vantage GTE  | 61     |
| 24          | LMP2      | 25  | Delta-ADR               | Tor Graves James Walker Robbie Kerr                | Oreca 03                  | 58     |
| 25          | LMGTE-Pro | 71  | AF Corse                | Kamui Kobayashi Toni Vilander                      | Ferrari 458 Italia GT2    | 51     |
| 26          | LMP2      | 31  | Lotus                   | Kevin Weeda Christophe Bouchut                     | Lotus T128                | 47     |
| 27          | LMP1      | 8   | Toyota Racing           | Anthony Davidson Stéphane Sarrazin Sébastien Buemi | Toyota TS030 Hybrid       | 25     |
| 28          | LMP2      | 32  | Lotus                   | Thomas Holzer Dominik Kraihamer Jan Charouz        | Lotus T128                | 23     |

### Nur in der Meldeliste
Zu diesem Rennen sind keine weiteren Meldungen bekannt.

### Klassensieger
| Klasse    | Fahrer                | Fahrer               | Fahrer          | Fahrzeug                 | Platzierung im Gesamtklassement |
| --------- | --------------------- | -------------------- | --------------- | ------------------------ | ------------------------------- |
| LMP1      | André Lotterer        | Marcel Fässler       | Benoît Tréluyer | Audi R18 e-tron quattro  | Gesamtsieg                      |
| LMP2      | Roman Russinow        | John Martin          | Mike Conway     | Oreca 03                 | Rang 4                          |
| LMGTE-Pro | Gianmaria Bruni       | Giancarlo Fisichella |                 | Ferrari 458 Italia GT2   | Rang 9                          |
| LMGTE-Am  | Jamie Campbell-Walter | Stuart Hall          |                 | Aston Martin Vantage GTE | Rang 14                         |

### Renndaten
- Gemeldet: 28
- Gestartet: 28
- Gewertet: 20
- Rennklassen: 4
- Zuschauer: 38.000
- Wetter am Rennwochenende: warm und trocken
- Streckenlänge: 4,309 km
- Fahrzeit des Siegerteams: 6:01:26,209 Stunden
- Runden des Siegerteams: 235
- Distanz des Siegerteams: 1012,610 km
- Siegerschnitt: 168,100 km/h
- Pole Position: Marcel Fässler – Audi R18 e-tron quattro (#1) – 1:20,784
- Schnellste Rennrunde: Tom Kristensen – Audi R18 e-tron quattro (#2) – 1:21,177 = 191,100 km/h
- Rennserie: 4. Lauf zur FIA-Langstrecken-Weltmeisterschaft 2013